# Lolîn, Dolîna
Lolîn (în ucraineană Лолин) este localitatea de reședință a comunei Lolîn din raionul Dolîna, regiunea Ivano-Frankivsk, Ucraina.

## Demografie
Componența lingvistică a localității Lolîn
     Ucraineană (99,81%)
     Alte limbi (0,19%)
Conform recensământului din 2001, majoritatea populației localității Lolîn era vorbitoare de ucraineană (99,81%), existând în minoritate și vorbitori de alte limbi.